# アンベール王国

アンベール王国
जयपूर संस्थान

ジャイプル藩王国の地図

アンベール王国（アンベールおうこく、ヒンディー語：जयपुर、英語：Amber Kingdom）は、インドのラージャスターン地方に存在したヒンドゥー王朝（11世紀 - 1947年）。 ジャイプル藩王国とも呼ばれる。

## 歴史
11世紀末、アンベール王国が建国された。この呼称で呼ばれるのはキルハン・デーヴが王位を継承した以降、1300年以降である。
1562年、バール・マルのとき、ムガル帝国の皇帝アクバルに娘ハルカー・バーイーことジョーダー・バーイーを嫁がせ、帝国との同盟関係を構築した。
16世紀後半、マーン・シングはベンガル地方やビハール地方、オリッサ地方に遠征し、帝国の東方への領土拡大に貢献した。
ジャイ・シングは皇帝アウラングゼーブの皇位継承に大きく寄与した。シヴァージーの討伐にも参加し、プランダル条約を締結して事実上降伏させ、アーグラへと赴かせた。
18世紀、アウラングゼーブが死亡すると、アンベール王国はその独立性を強めていった。
ジャイ・シング2世は首都をアンベールからジャイプルへと遷都し、ジャンタル・マンタルなどを建設した。ジャイ・シング2世は天文学者としても有名な人物であった。
1818年4月2日、ジャガト・シングは軍事保護条約を締結し、アンベール王国はイギリスに従属する藩王国となった（ジャイプル藩王国）。
1947年8月15日、インド・パキスタン分離独立の際、ジャイプル藩王国はインドへと併合された。